# Код ферменту
Код ферменту (КФ) — це числова система класифікації ферментів, заснована на хімічних реакціях, які вони каталізують. Як система номенклатури ферментів, кожен КФ-номер пов'язаний з рекомендованою назвою відповідної фермент-каталізованої реакції.
КФ-номери визначають не власне ферменти, а фермент-каталізовані реакції. Якщо різні ферменти (наприклад, з різних організмів) каталізують одну й ту саму реакцію, то вони отримують однаковий КФ. Понад те, через конвергентну еволюцію абсолютно різні білкові структури можуть каталізувати ідентичну реакцію (їх іноді називають негомологічними ізофункціональними ферментами) і, отже, їм також буде присвоєно ідентичний КФ. Натомість ідентифікатори UniProt унікально визначають білок за його амінокислотною послідовністю.

## Історія
До розробки системи КФ-номерів ферменти називали довільно. Такі назви, як «старий жовтий фермент» та «яблучний фермент», які майже не давали уявлення про каталізовану реакцію, були поширеними. Більшість цих назв вийшли з ужитку, хоча деякі, особливо протеолітичні ферменти з дуже низькою специфічністю, такі як пепсин і папаїн, досі використовуються, оскільки раціональна класифікація на основі специфічності виявилася дуже складною.
До 1950-х років хаос став нестерпним. Після того, як Гофман-Остенгоф та Діксон і Вебб запропонували дещо схожі схеми для класифікації фермент-каталізованих реакцій, Міжнародний біохімічний конгрес у Брюсселі у 1955 році заснував Комісію з ферментів під головуванням Малкольма Діксона. Перша версія була опублікована в 1961 році, і Комісія з ферментів тоді ж була розпущена, хоча її назва живе в терміні КФ-номер. Нинішнє, шосте видання, опубліковане Міжнародним союзом біохімії та молекулярної біології в 1992 році як остання версія, видана друкованою книгою, містить 3196 різних ферментів. Додатки 1-4 були опубліковані у 1993—1999 роках. Наступні додатки публікувалися в електронному вигляді на вебсайті Номенклатурного комітету Міжнародного союзу біохімії та молекулярної біології. У серпні 2018 року IUBMB модифікував систему, додавши категорію верхнього рівня КФ 7, що містить транслокази.

## Формат коду
Кожен код ферменту (КФ) складається з літер «КФ», за якими йдуть чотири числа, розділені крапками. Ці числа представляють послідовно точнішу класифікацію ферменту. Існують попередні КФ-номери, які мають літеру n як частину четвертої (серійної) цифри (наприклад, КФ 3.5.1.n3).

### Клас
Код першого рівня (перше число, може бути від 1 до 7) позначає номер одного з семи головних класів ферментів (див. таблицю Коди першого рівня).

### Підкласс
Код другого рівня (друге число) позначає підклас, який характеризує основні види субстратів цього типу хімічних реакцій. Наприклад, у трансфераз друга цифра позначає тип групи, яка підлягає переносу, у гідролаз — на тип зв'язку, що гідролізується тощо.

### Під-підклас
Код третього рівня (третє число) визначає більш конкретні підгрупи (під-підкласи) з характерними типами хімічних зв'язків донорів або акцепторів, що беруть участь в зазначеній підгрупі реакцій. У гідролаз, наприклад, ця цифра уточнює тип зв'язку, що підлягає гідролізу, а у ліаз — тип групи, яка відщеплюється. Перші 3 числа коду точно визначають тип ферменту.

### Код четвертого рівня
Усі ферменти, віднесені до зазначеного під-підкласу, одержують свій порядковий номер (четверте число у коді).
Наприклад, трипептид амінопептидази має код «КФ 3.4.11.4», компоненти якого вказують на такі групи ферментів:
КФ 3 — це гідролази (ферменти, що використовують воду для розщеплення іншої молекули),
КФ 3.4 — це гідролази, що діють на пептидні зв'язки,
КФ 3.4.11 — це гідролази, що відщеплюють амінокінцеву амінокислоту від поліпептиду,
КФ 3.4.11.4 — це гідролази, що відщеплюють амінокінцевий кінець від трипептиду.
Ферменту глюкозоксидазі присвоєний «КФ 1.1.3.4», який означає:
КФ 1 — Оксидоредуктази,
КФ 1.1 — Алкогольоксидоредуктази,
КФ 1.1.3 — Оксидоредуктази, які окислюють групу CH-OH і відновлюють кисень,
КФ 1.1.3.4 — Оксидоредуктази, які окислюють глюкозу в присутності кисню. Всього відомо 3 глюкозоксидази з різних організмів.

## Коди першого рівня
Коди ферментів першого (верхнього) рівня.
| Клас                    | Каталізована реакція | Тип реакції                                          | Приклади                             |
| ----------------------- | --- | ---------------------------------------------------- | ------------------------------------ |
| КФ 1 Оксидоредуктази    | Окислювально-відновні реакції. Перенесення атомів H та O або електронів від одного субстрату на інший                          | AH + B → A + BH (відновлення) A + O → AO (окислення) | Дегідрогенази, оксидаза              |
| КФ 2 Трансферази        | Перенесення функціональної групи від одного субстрату на інший. Це може бути метильна, ацильна, фосфатна група або аміногрупа. | AB + C → A + BC                                      | Амінотрансфераза, кінази             |
| КФ 3 Гідролази          | Утворення двох продуктів з одного субстрату в результаті гідролізу.                                                            | AB + H2O → AOH + BH                                  | Ліпаза, амілаза, протеаза, фосфатаза |
| КФ 4 Ліази (синтази)    | Негідролітичне приєднання або видалення групи до або від субстрату. Утворення C-C, C-N, C-O або C-S зв'язків.                  | RCOCOOH → RCOH + CO2                                 | Карбоксилази                         |
| КФ 5 Ізомерази          | Внутрішньомолекулярна перестановка, тобто ізомеризація молекули субстрату.                                                     | AB → BA                                              | Ізомерази, мутази тощо.              |
| КФ 6 Лігази (синтетази) | З'єднання двох молекул шляхом синтезу нового C-O, C-S, C-N або C-C зв'язку, поєднане з одночасним гідролізом АТФ.              | X + Y+ ATP → XY + ADP + Pi                           | Синтетази                            |
| КФ 7 Транслокази        | Перенесення іонів або молекул через мембрани або їх розділення у мембранах.                                                    |                                                      | Мембранні транспортні білки          |